# Władysław Lipina
Władysław Lipina (ur. 18 kwietnia 1897 w Bochni, zm. 11 lipca 1920 pod Mińskiem) – sierżant Legionów Polskich i Wojska Polskiego. Uczestnik I wojny światowej i wojny polsko-bolszewickiej. Kawaler Orderu Virtuti Militari.

## Życiorys
Urodził się 18 kwietnia 1897 w rodzinie Wojciecha i Antoniny z Gajewskich. Po ukończeniu szkoły powszechnej w rodzinnej Bochni wyuczył się fachu ślusarskiego. Należał do Związku Strzeleckiego. Od 20 sierpnia 1914 w Legionach Polskich jako żołnierz 9. i 11. kompanii III batalionu 3 pułku piechoty Legionów Polskich. Internowany po kryzysie przysięgowym w 1917. Od listopada 1918 w szeregach odrodzonego Wojska Polskiego w składzie 2 batalionu 3 pułku piechoty Legionów z którym brał udział w walkach na froncie wojny polsko-bolszewickiej.
Szczególnie „odznaczył się 8 VIII 1919: na czele swojego plutonu atakiem na bagnety zdobył wieś Białorucz /na Białorusi/. Za czyn ten otrzymał Order Virtuti Militari”.
Zginął w walce pod Mińskiem 11 lipca 1920. Był kawalerem.

## Ordery i odznaczenia
- Krzyż Srebrny Orderu Wojskowego Virtuti Militari nr 5556 – pośmiertnie, 18 września 1922[4][1][5][6]
- Krzyż Niepodległości – pośmiertnie, 23 grudnia 1933 „za pracę w dziele odzyskania niepodległości”[7][1]
- Krzyż Walecznych czterokrotnie – pośmiertnie, 30 grudnia 1922[8][1]